# سپاه ۴ (ورماخت)
سپاه ۴ (به آلمانی: IV. Armeekorps) یکی سپاه‌های نیروی زمینی آلمان در دوره رایش سوم بود که در جبهه‌های غربی و شرقی جنگ جهانی دوم به عملیات پرداخت.
این سپاه در ۱ اکتبر ۱۹۳۴ در درسدن به وجود آمد. در جریان نبرد استالینگراد در ۳۱ ژانویه ۱۹۴۳ منهدم شد و دوباره تا ۲۰ ژوئیه همان سال توانست خود را بازسازی کند.

## مناطق عملیاتی
- لهستان (سپتامبر ۱۹۳۹ - می ۱۹۴۰)
- فرانسه (می ۱۹۴۰ - ژوئن ۱۹۴۱)
- جبهه شرقی (ژوئن ۱۹۴۱ - ژانویه ۱۹۴۳)
  - نبرد استالینگراد (اکتبر ۱۹۴۲ - ژانویه ۱۹۴۳)
- جبهه شرقی (ژوئیه ۱۹۴۳ - اکتبر ۱۹۴۴)